# 하세가와 다쿠미
하세가와 다쿠미(일본어: 長谷川 巧, 1998년 10월 6일~)는 일본의 축구 선수이다.

## 구단 경력
그는 2015년 J1리그의 알비렉스 니가타에 입단했다. 2017년후 J2리그에 강등했다. 2018년 7월 J3리그의 더스파구사쓰 군마로 임대 이적했다. 2019년부터 2020년까지 J2리그의 츠바이겐 가나자와에서 뛰었다. 2021년 알비렉스 니가타로 복귀했다. 2022년 J2리그 우승으로 J1리그로 승격했다. 2024년까지 30경기에 출전. 2024년에 J리그컵 준우승. 2025년 J2리그의 블라우블리츠 아키타로 이적했다.